# Kamtschija
Die Kamtschija (auch Kamchiya, Kamchia oder Kamčija, bulgarisch Камчия) ist ein Fluss in Nordostbulgarien. Sie ist mit 254 Kilometern Länge der längste Fluss der Balkanhalbinsel, der direkt in das Schwarze Meer fließt. Sie ist auch der größte bulgarische Fluss, der ins Schwarze Meer fließt. Ihr Wassereinzugsgebiet umfasst 5358 km². Die Kamtschija ist Teil des Schwarzmeer-Abflussgebietes.
Die Kamtschija entspringt im Balkangebirge und trägt ihren Namen erst ab dem Zusammenfluss von zwei ihrer Nebenflüsse: der Luda Kamtschija (Wilde Kamtschija oder Verrückte Kamtschija, bulg. Луда Камчия) und der Goljama Kamtschija (Große Kamtschija, bulg. Голяма Камчия), die aus dem östlichen Balkangebirge kommen. Dieser Zusammenfluss liegt einen Kilometer nördlich des Dorfes Zonewo (bulg. Цонево), kurz nachdem die Luda Kamtschija den Stausee Zonewo verlässt.
In der Antike hieß der Fluss Panisos (Panysos), später bei den Slawen dann Titscha (bulg. Тича). Es wird angenommen, dass der heutige Name kumanischen Ursprungs ist.
Der größte Teil der bulgarischen Flotte im Mittelalter vom 9. bis 14. Jahrhundert wurde an der Mündung der Kamtschija gebaut, da es dort ausreichend Holz in hoher Qualität gab. Im 18. Jahrhundert siedelten Lipowaner am Unterlauf der Kamtschija, eine russischsprachige Minderheit, die ihr Siedlungsgebiet von der Donaumündung an die Kamtschija verlegt hatten.
Der Fluss Kamtschija  begann ab der Großen Kamtschija im Lisagebirge (bulg. Лиса планина), mit einer Länge von 244 Kilometern. Der Unterlauf des Flusses kann von kleineren Motorbooten befahren werden. Der Fluss führt eine durchschnittliche Wassermenge von 1,136 m³/s (bei dem Dorf Titscha – bulg. Тича) bis 26,287 m³/s an der Mündung.
Der malerische Unterlauf der Kamtschija, bis zu ihrer Mündung, wurde 1951 zum Biosphärenreservat Kamtschija erklärt (bulg. резерват Камчия).
Dieser Bereich ist bemerkenswert für seine Artenvielfalt. Der Unterlauf im Mündungsbereich wird oft überflutet und besteht aus einem alten Primärwald, einem Auenwald. Der Süßwassersumpf wird von versumpften, alten Flussläufen durchzogen, die tief in den Wald einschneiden. Der Strand ist bis zu 450 Meter breit und hat bis zu 19 Meter hohe Sanddünen, die bewaldet oder grasbewachsen sind.
Die ungewöhnliche Koexistenz von Eschen, Eichen, Ulmen, Erlen und Ahorn, die bis zu 40–50 Meter groß sind und von Lianen umschlungen werden, vermitteln den Eindruck eines imposanten tropischen Regenwaldes.
Unmittelbar an der Mündung der Kamtschija ins Schwarze Meer befinden sich auf dem linken Ufer die Ruinen der römischen Festung Erite (43° 1′ 26″ N, 27° 53′ 12″ O), die auch in der Tabula Peutingeriana verzeichnet ist. Die Festung diente als befestigte Wegestation, sie lag auf einer 30 Meter hohen Anhöhe nur 200 Meter vom Fluss und vom Meer entfernt.
Die Kamtschija mündet an einem 50 Meter breiten Sandstrand. Wegen einer Nehrung knickt der Fluss unmittelbar am Beginn des Sandstrandes aus seiner Ostrichtung fast nach Norden und fließt 300 Meter am Sandstrand entlang und parallel zu ihm nach Norden, bevor er ins Schwarze Meer mündet. Der Fluss ist an seiner Mündung um die 40 Meter breit – je nach Wasserstand.
Die Mündung befindet sich zwischen den Dörfern Blisnazi im Norden und Staro Orjachowo im Süden. 30 Kilometer westlich der Mündung liegt die Stadt Dolni Tschiflik, Warna liegt 30 Kilometer weiter nördlich, der Sonnenstrandes 50 km weiter südlich.
Der Fluss ist seit 2005 Namensgeber für den Kamtschija-Gletscher auf der Livingston-Insel in der Antarktis.

## Zuflüsse
Die Kamtschija hat 27 Nebenflüsse, die größten Zuflüsse sind die Luda Kamtschija mit einer Länge von 201 Kilometern und einem Wassereinzugsgebiet von 1612 km². Der zweitgrößte Nebenfluss ist der Warna-Fluss  mit einer Länge von 68 Kilometern und einem Wassereinzugsgebiet von 938 km².

## Faune
Unter anderem sind folgende Fischarten im Fluss anzutreffen: Barbe, Barbus meridionalis petenyi, Brachse, Carassius, Flussbarsch, Kanalwels (ein Raubwels), Döbel, Europäischer Aal, Europäischer Wels, Gemeiner Sonnenbarsch, Gründling, Hecht, Karpfen, Mairenke, Näsling, Rotauge, Schmerle, Ukelei und Rotfeder.

## Ortschaften
Folgende Ortschaften liegen am Fluss Kamtschija: Welitschkowo (Oblast Warna) (bulg. Величково) - Grodjowo (bulg. Гроздьово) - Dabrawino (bulg. Дъбравино) - Wenelin (Dorf) (bulg. Венелин) - Kruscha (Oblast Warna) (bulg. Круша) - Kamtschija (Erholungsort) (bulg. Камчия).